# Sidi Amrane
Sidi Amrane là một đô thị thuộc tỉnh El Oued, Algérie. Dân số thời điểm năm 2002 là 18.732 người.